# Egan (Dakota Południowa)
Egan – miasto w Stanach Zjednoczonych, w stanie Dakota Południowa, w hrabstwie Moody.